# Level-5
Level-5 Inc. (株式会社レベルファイブ?) è un’azienda giapponese dedita allo sviluppo e alla distribuzione di videogiochi con sede nella città di Fukuoka, fondata nel 1998 da Akihiro Hino. È conosciuta per le serie di Professor Layton, Inazuma Eleven e Yo-kai Watch.

## Storia
Nel 1998 iniziò lo sviluppo del primo videogioco, Dark Cloud, per PlayStation, ma nel 1999 il team di sviluppo annunciò che sarebbe stato invece pubblicato per PlayStation 2; una volta completato, Dark Cloud viene distribuito in Giappone nel 2000 ed oltremare l'anno seguente. Nel 2002 viene realizzato il sequel di Dark Cloud, Dark Chronicle, conosciuto come Dark Cloud 2 in Nord America ed Europa dove è stato pubblicato nel 2003. All'Electronic Entertainment Expo 2004, viene annunciato il terzo capitolo, Dark Cloud 3, senza però ulteriori sviluppi. Nel 2004, Level-5 lavora con Yūji Horii, ideatore della famosa serie di videogiochi della Square Enix Dragon Quest, nella realizzazione di Dragon Quest VIII: L'odissea del re maledetto. Il gioco è stato distribuito nel 2004 in Giappone, un anno dopo in America e nel 2006 in Europa. A partire dal 2008 Level-5 collabora con Studio Ghibli per lo sviluppo di Ni no kuni: La minaccia della Strega Cinerea. La Level 5 ha inoltre collaborato con la Capcom per pubblicare nella primavera del 2012 Il Professor Layton vs. Phoenix Wright: Ace Attorney per Nintendo 3DS, crossover tra la serie ed Ace Attorney, altra popolare serie giapponese di videogiochi.

## Videogiochi
| Anno | Videogiochi                                                      | Piattaforma                                                                             |
| ---- | ---------------------------------------------------------------- | --------------------------------------------------------------------------------------- |
| 2000 | Dark Cloud                                                       | PlayStation 2, PlayStation 4                                                            |
| 2002 | Dark Chronicle                                                   | PlayStation 2, PlayStation 4                                                            |
| 2004 | Dragon Quest VIII                                                | PlayStation 2, Android, iOS, Nintendo 3DS                                               |
| 2005 | Rogue Galaxy                                                     | PlayStation 2, PlayStation 4                                                            |
| 2006 | Jeanne d'Arc                                                     | PlayStation Portable                                                                    |
| 2007 | Il Professor Layton e il paese dei misteri                       | Nintendo DS, Android, iOS                                                               |
| 2007 | Il Professor Layton e lo scrigno di Pandora                      | Nintendo DS, Android, iOS                                                               |
| 2008 | Inazuma Eleven                                                   | Nintendo DS                                                                             |
| 2008 | Il Professor Layton e il futuro perduto                          | Nintendo DS, Android, iOS                                                               |
| 2008 | White Knight Chronicles                                          | PlayStation 3                                                                           |
| 2009 | Surōn to Makuhēru no Nazo no Sutōrī                              | Nintendo DS                                                                             |
| 2009 | Dai-1-Shū: Nazotoki Sekai Isshū Ryokō                            | Nintendo DS                                                                             |
| 2009 | Dai-2-Shū: Ginga Ōdan Nazotoki Adobenchā                         | Nintendo DS                                                                             |
| 2009 | Dragon Quest IX                                                  | Nintendo DS                                                                             |
| 2009 | Surōn to Makuhēru no Nazo no Sutōrī 2                            | Nintendo DS                                                                             |
| 2009 | Inazuma Eleven 2                                                 | Nintendo DS, Nintendo 3DS                                                               |
| 2009 | Dai-3-Shū: Fushigi no Kuni no Nazotoki Otogibanashi              | Nintendo DS                                                                             |
| 2009 | Dai-4-Shū: Taimu Mashin no Nazotoki dai Bōken                    | Nintendo DS                                                                             |
| 2009 | Il Professor Layton e il richiamo dello spettro                  | Nintendo DS                                                                             |
| 2010 | Inazuma Eleven 3                                                 | Nintendo DS, Nintendo 3DS                                                               |
| 2010 | White Knight Chronicles II                                       | PlayStation 3                                                                           |
| 2010 | Ni no kuni: La minaccia della Strega Cinerea                     | Nintendo DS, PlayStation 3                                                              |
| 2010 | Ni no Kuni: Hotroit Stories                                      | Android, iOS                                                                            |
| 2011 | Il Professor Layton e la maschera dei miracoli                   | Nintendo 3DS                                                                            |
| 2011 | Little Battlers eXperience                                       | PlayStation Portable                                                                    |
| 2011 | Inazuma Eleven Strikers                                          | Wii                                                                                     |
| 2011 | Little Battlers eXperience Boost                                 | PlayStation Portable                                                                    |
| 2011 | Inazuma Eleven GO                                                | Nintendo 3DS                                                                            |
| 2011 | Inazuma Eleven Strikers 2012 Xtreme                              | Wii                                                                                     |
| 2012 | Girls RPG: Cinderella life                                       | Nintendo 3DS                                                                            |
| 2012 | Ni no Kuni: Daibouken Monsters                                   | Android, iOS                                                                            |
| 2012 | Guild01                                                          | Nintendo 3DS                                                                            |
| 2012 | Little Battlers eXperience Baku Boost                            | Nintendo 3DS                                                                            |
| 2012 | Time Travelers                                                   | Nintendo 3DS, PlayStation Portable, PlayStation Vita                                    |
| 2012 | Layton Brothers: Mystery Room                                    | Android, iOS                                                                            |
| 2012 | Little Battlers eXperience W                                     | PlayStation Portable, PlayStation Vita                                                  |
| 2012 | Il Professor Layton and the Phantom Thieves                      | Android, iOS                                                                            |
| 2012 | Il Professor Layton vs. Phoenix Wright: Ace Attorney             | Nintendo 3DS                                                                            |
| 2012 | Inazuma Eleven GO 2: Chrono Stone                                | Nintendo 3DS                                                                            |
| 2012 | Inazuma Eleven GO Strikers 2013                                  | Wii                                                                                     |
| 2012 | Fantasy Life                                                     | Nintendo 3DS                                                                            |
| 2013 | Il professor Layton e l'eredità degli Aslant                     | Nintendo 3DS                                                                            |
| 2013 | Liberation Maiden                                                | Nintendo 3DS, iOS                                                                       |
| 2013 | Guild02                                                          | Nintendo 3DS                                                                            |
| 2013 | Earth Devastating B-Grade Girlfriend Z: Space War                | Android, iOS                                                                            |
| 2013 | Yo-kai Watch                                                     | Nintendo 3DS                                                                            |
| 2013 | Little Battlers eXperience W: Super Custom                       | Nintendo 3DS                                                                            |
| 2013 | Fantasy Life Link!                                               | Nintendo 3DS                                                                            |
| 2013 | Little Battlers eXperience: Wars                                 | Nintendo 3DS                                                                            |
| 2013 | Inazuma Eleven GO 3: Galaxy                                      | Nintendo 3DS                                                                            |
| 2014 | Weapon Shop de Omasse                                            | Nintendo 3DS                                                                            |
| 2014 | Yo-kai Watch 2                                                   | Nintendo 3DS                                                                            |
| 2015 | Yo-kai Watch Blasters                                            | Nintendo 3DS                                                                            |
| 2015 | Yo-kai Watch: Wibble Wobble                                      | Android, iOS                                                                            |
| 2015 | Yo-kai Watch Dance: Just Dance Special Version                   | Wii U                                                                                   |
| 2016 | Yo-kai Sangokushi                                                | Nintendo 3DS                                                                            |
| 2016 | Yo-kai Watch 3                                                   | Nintendo 3DS                                                                            |
| 2017 | Inazuma Eleven: Everyday+                                        | Android, iOS                                                                            |
| 2017 | Layton's Mystery Journey: Katrielle e il complotto dei milionari | Android, iOS, Nintendo 3DS                                                              |
| 2017 | Snack World: Trejarers                                           | Nintendo 3DS                                                                            |
| 2017 | Otome Yusha                                                      | Android, iOS                                                                            |
| 2017 | Yo-kai Watch Busters 2                                           | Nintendo 3DS                                                                            |
| 2018 | Yo-kai Sangokushi: Kunitori Wars                                 | Android, iOS                                                                            |
| 2018 | Ni no Kuni II: Il estino di un regno                             | Playstation 4, Windows                                                                  |
| 2018 | Snack World: The Dungeon Crawl – Gold                            | Nintendo Switch                                                                         |
| 2018 | Yo-kai Watch: Gerapo Rhythm                                      | Android, iOS                                                                            |
| 2018 | Yo-kai Watch World                                               | Android, iOS                                                                            |
| 2018 | Fantasy Life Online                                              | Android, iOS                                                                            |
| 2019 | Yo-kai Watch 4                                                   | Nintendo Switch, PlayStation 4                                                          |
| 2020 | Yo-kai Watch Jam: Yo-kai Academy Y                               | Nintendo Switch, PlayStation 4                                                          |
| 2021 | Ni no Kuni: Cross Worlds                                         | Android, iOS                                                                            |
| 2021 | Megaton Musashi                                                  | Nintendo Switch, PlayStation 4                                                          |
| 2022 | Megaton Musashi Cross                                            | Nintendo Switch, PlayStation 4                                                          |
| 2024 | Megaton Musashi W: Wired                                         | Nintendo Switch, PlayStation 4, Windows                                                 |
| 2025 | Professor Layton e il nuovo mondo a vapore                       | Nintendo Switch                                                                         |
| 2025 | Fantasy Life i: The Girl Who Steals Time                         | Nintendo Switch                                                                         |
| 2025 | Inazuma Eleven: Victory Road                                     | Nintendo Switch, Nintendo Switch 2, Playstation 4, PlayStation 5, Windows, iOS, Android |
| 2026 | DecaPolice                                                       | Nintendo Switch, Playstation 4, PlayStation 5, Windows                                  |
| 2026 | Inazuma Eleven RE                                                | Nintendo Switch, Playstation 4, PlayStation 5, Windows                                  |
| TBA  | Holy Horror Mansion                                              | TBA                                                                                     |